# Есмихан Султан джамия
Джамията „Есмихан Султан“ в Мангалия е най-старото мюсюлманско място за поклонение в днешна Румъния.
Построена е през 1575 г. в българските земи от Есмихан Султан, дъщеря на султан Селим II (1566 – 1574) и съпруга на Соколлу Мехмед паша – великия везир, възстановил Печката патриаршия.
От 1989 г. джамията е действаща и обслужва 3000-ната татарската общност в Северна Добруджа. През 2008 г. джамията е обновена за 1 милион евро, възстановен е първоначалният ѝ вид и е отворена за туристически посещения.